# 1192 dans les croisades
Cette page regroupe les évènements concernant les Croisades qui sont survenus en 1192 :
- 13 janvier : Richard Cœur de Lion marche sur Jérusalem, mais doit renoncer à cause des problèmes de ravitaillement et de harcèlement de son armée par les troupes de Saladin[1].
- janvier-mai : Richard Cœur de Lion fait reconstruire les fortifications d'Ascalon que Saladin avait fait détruire[2].
- 5 avril : Les Chypriotes se révoltent contre l'Ordre du Temple[3].
- avril : L'Ordre du Temple vient à bout de la révolte chypriote, mais rend l'île à Richard Cœur de Lion[3].
- 28 avril : Conrad de Montferrat, roi de Jérusalem est assassiné à Tyr[3].
- 3 mai : Guy de Lusignan reçoit l'île de Chypre en échange de sa renonciation au royaume de Jérusalem[3].
- 5 mai : Henri II de Champagne épouse Isabelle Ire, reine de Jérusalem[3].
- mai : Les Pisans, soutenus par Guy de Lusignan se révoltent à Tyr, mais Henri II de Champagne vient à bout de la révolte[4].
- juin : Richard Cœur de Lion marche sur Jérusalem, mais doit renoncer à cause des problèmes de ravitaillement et de harcèlement de son armér par les troupes de Saladin[2].
- 1er août et 5 août : Richard Cœur de Lion bat par deux fois Saladin lors de la bataille de Jaffa[3].
- 3 septembre : Richard Cœur de Lion conclut la paix avec Saladin[3].
- 9 octobre : après avoir reconquis une partie du royaume de Jérusalem et fortifié des cités, Richard Cœur de Lion quitte la Terre sainte[3].
- 20 décembre : Richard Cœur-de-Lion, roi d'Angleterre, de retour de croisade, est capturé à Vienne par l'empereur Henri VI[5].